# Превин, Андре
Андре́ Пре́вин, также Андре́ Преве́н (англ. André Previn, при рождении Андреас Людвиг При́вин (нем. Andreas Ludwig Priwin); 6 апреля 1929, Берлин — 28 февраля 2019, Нью-Йорк) — американский дирижёр, пианист и композитор. Обладатель нескольких премий «Оскар» за лучшую музыку, один из восьми композиторов в истории мирового кинематографа, получавших эту награду два года подряд. Почётный рыцарь-командор ордена Британской империи (KBE, 1996).

## Биография
Родился в еврейской семье — его отец Джек (Якоб) Привин (1885 — 1963) был уроженцем Грауденца (Западная Пруссия), мать Шарлотта Эпштейн (1891—1986) родилась во Франкфурте в семье выходцев из Ковно и Столбцов (Российская империя). 
Брат — режиссёр Стив (Стефан Вольф) Превин (1925 — 1993). Двоюродным братом их отца был американский кинокомпозитор Чарльз Превин (1888 — 1973), лауреат премии «Оскар» (1937).
Систематического музыкального образования не получил. В 1937 году семья бежала из нацистской Германии во Францию, в 1941 году из Франции в США, где в 1943 году Превин получил американское гражданство.
Умер 28 февраля 2019 года в своём доме в Нью Йорке на 90-м году жизни.

## Карьера
С тринадцатилетнего возраста Андре Превин начал выступать как пианист, исполняя преимущественно джаз; в 1945—1946 гг. им были сделаны несколько джазовых аудиозаписей. 
С 1947 г. Превин сочинял музыку для голливудских фильмов.
Дальнейшая музыкальная карьера Превина была связана с академической музыкой. 
С 1967 г. Превин являлся заметной фигурой в мире дирижёрского искусства. Он возглавлял в качестве музыкального руководителя и главного дирижёра такие заметные оркестры, как Хьюстонский симфонический (1967 — 1969), Лондонский симфонический (1969 — 1979), Питсбургский симфонический (1976—1984), Лос-Анджелесский филармонический (1985—1989), Королевский филармонический (Лондон; 1985 — 1991), Филармоническим оркестром Осло (2002 — 2006). Среди осуществлённых Превином-дирижёром записей — три балета Чайковского, полное собрание симфоний Воан-Уильямса, все симфонии и фортепианные концерты Сергея Рахманинова (с Владимиром Ашкенази в качестве солиста), многие значительные произведения Прокофьева и Рихарда Штрауса.

## Кинематограф
В то же время Превин много работал для кинематографа в качестве дирижёра и аранжировщика. Наибольшие его успехи в этой области относятся к 1950 - 1960-м годам, когда работа Превина в кинематографе четырежды была удостоена премии «Оскар»: за фильмы «Жижи» (1958, оригинальная музыка, удостоена также премии «Грэмми»), «Порги и Бесс» (экранизация оперы Гершвина, 1959, редакция партитуры, совместно с Кеном Дарби), "Irma la Douce" (1963, оригинальная музыка) и «Моя прекрасная леди» (1964, оригинальные музыкальные эпизоды).
К оригинальной композиции в академическом жанре Превин обратился достаточно поздно. Наибольшей известностью пользуется опера Превина «Трамвай Желание» (1995, по пьесе Теннесси Уильямса, впервые поставлена в Сан-Франциско в 1998 г. под управлением автора) и концерт для скрипки с оркестром, написанный им для своей пятой жены, знаменитой скрипачки Анне-Софи Муттер, которая была младше его на 34 года (этот брак длился с 2002 по 2006 гг.; из предыдущих жён Превина наиболее известна актриса Миа Фэрроу, на которой Превин был женат в 1970—1979 гг.), и Дори Превин, в девичестве Ланган, знаменитая певица. Автор вокальных сочинений (три песни на стихи Э. Дикинсон и др.).
Среди целого ряда американских и международных наград Превина выделяется полученная им в 2005 г. Премия Гленна Гульда.